# Chaetocnema picipes
Chaetocnema picipes is een keversoort uit de familie bladkevers (Chrysomelidae). De wetenschappelijke naam van de soort werd in 1831 gepubliceerd door James Francis Stephens.